# EMD SW8
 (juillet 2022).
Si vous disposez d'ouvrages ou d'articles de référence ou si vous connaissez des sites web de qualité traitant du thème abordé ici, merci de compléter l'article en donnant les références utiles à sa vérifiabilité et en les liant à la section « Notes et références ».

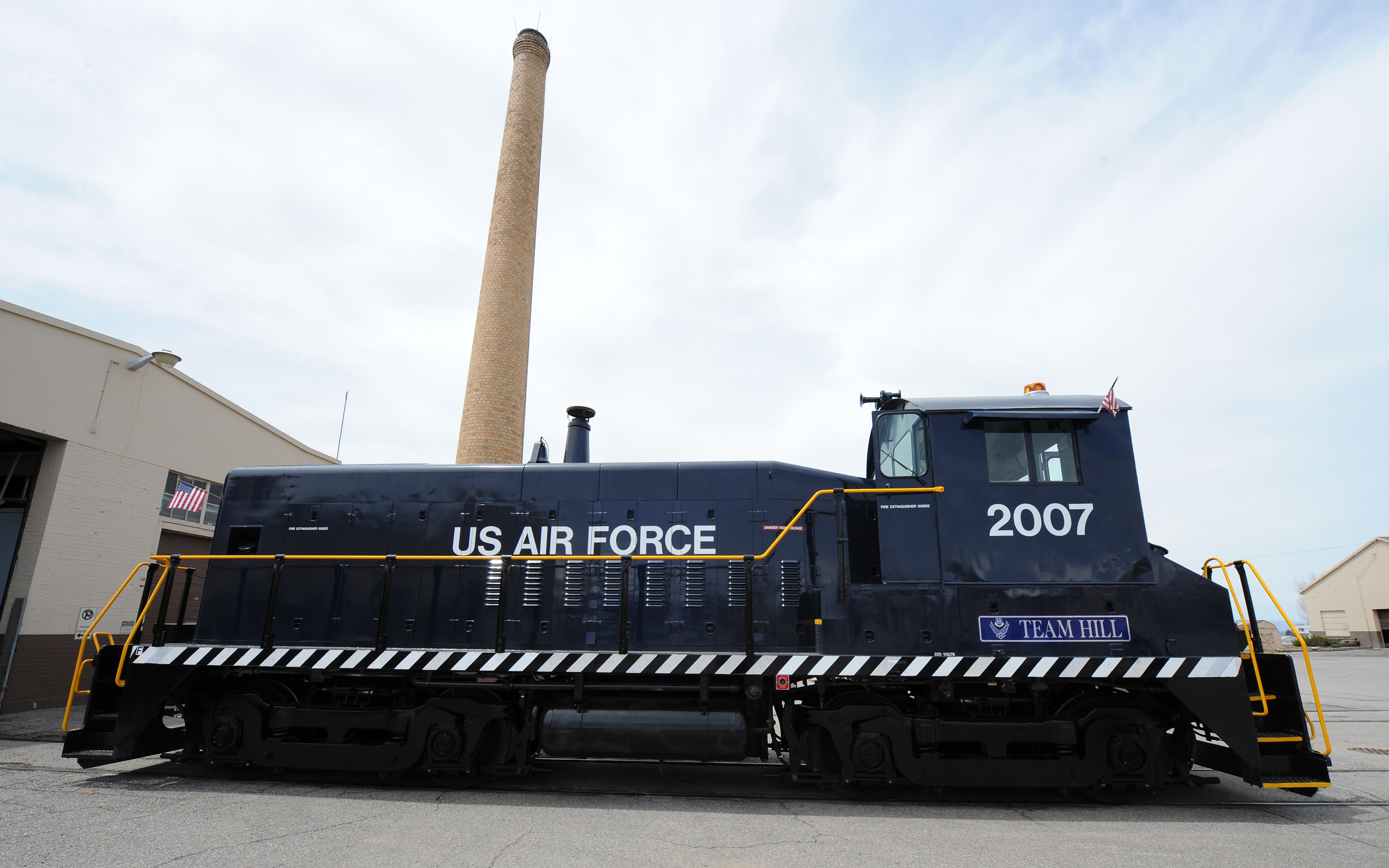
SW8 de la US Air Force

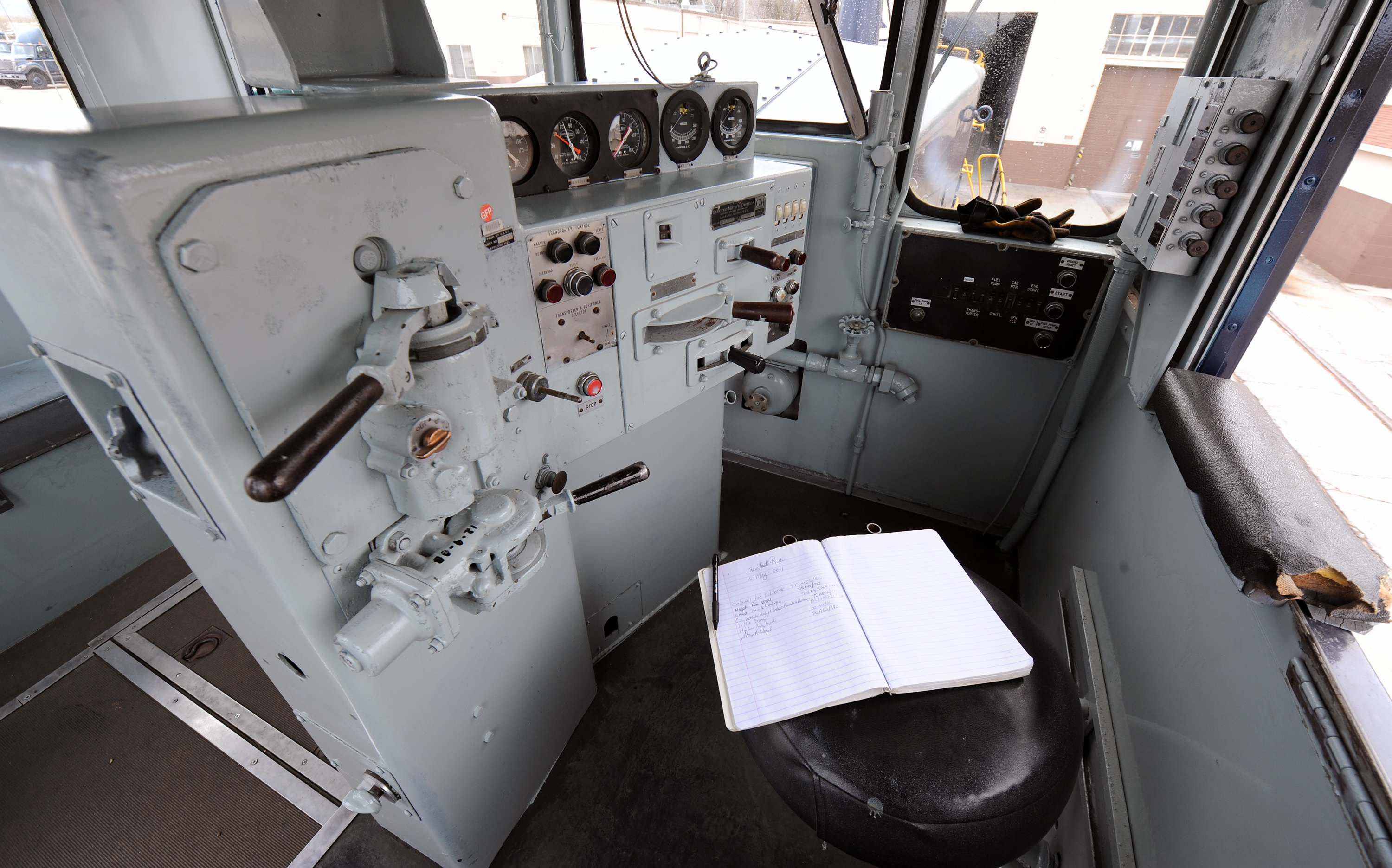
Cabine de la locomotive avec le registre de l'opérateur.

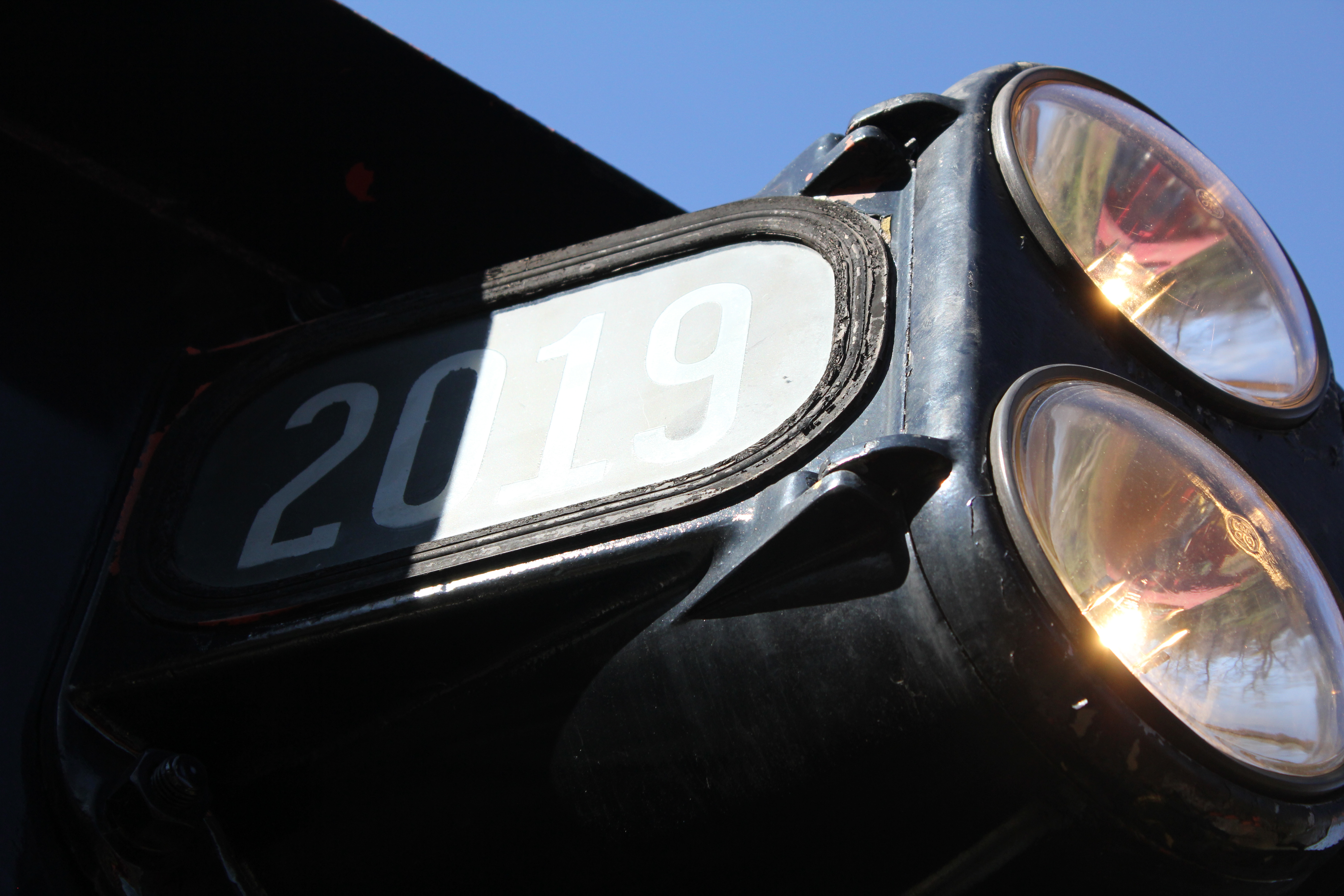
Détail des phares du numéro 2019, SW8 ayant servi en Corée avec l'US Army.

L’EMD SW8 est un locotracteur (shunter ou switcher en anglais) diesel produit par GM EMD entre septembre 1950 et février 1954. La force motrice vient d'un moteur diesel EMD 567B à 8 cylindres produisant 800 ch (600 kW).
Plusieurs compagnies ferroviaires américaines ont commandé quelques SW8. Ce modèle était moins populaire que les EMD SW9 et SW1200 du même constructeur, capables de développer 1 200 ch, ainsi que le modèle rival Alco S4 (1 000 ch).
L'armée américaine a commandé 40 SW8 pour le service en Corée pendant la guerre de Corée, ce qui a permis une réduction du transport, car ces locomotives n'ont pas besoin d'eau et de charbon.

## Traduction
- (en) Cet article est partiellement ou en totalité issu de l’article de Wikipédia en anglais intitulé « EMD SW8 » (voir la liste des auteurs).